# Orde van de Natie (Oekraïne)
De Orde van de Natie (Oekraïens: орден Держави, Orden Derzjavy) is samen met de Orde van de Gouden Ster de hoogste onderscheiding van Oekraïne. Met deze ridderorde blijft Oekraïne vasthouden aan de traditie van de socialistische orden en de orden van de voormalige Sovjet-Unie. De decorandi voeren de titel Held van Oekraïne.
De orde werd op 23 augustus 1998 ingesteld door President Leonid Koetsjma en wordt verleend voor "uitmuntende arbeidsprestaties".

## Vormgeving
De Orde van de Natie toont de drietand van Vladimir I van Kiev (St. Vladimir) op een krans van eikenbladeren. De afmetingen van de medaille is 35 mm bij 36 mm, dus bijna rond. De achterkant bevat het opschrift in reliëfletters "Held van Oekraïne" en het serienummer.
Ter bevestiging aan de kleding wordt een blokje gebruikt overdekt met lint, met een lengte van 45 mm en een breedte van 28 mm. De bevestiging van het lint aan de medaille is ook van goud. Het lint is van zijden moiré in de kleuren blauw en geel, conform de vlag van Oekraïne.
De ontvangers krijgen bovendien een kopie om in het openbaar te dragen. Deze is gemaakt van gewone metalen en kleiner van formaat. Deze kopie toont een drietand in het midden van een ster. Ze wordt gedragen op de linkerborst boven de andere decoraties.
Orden van Oekraïne

Held van Oekraïne (Gouden Ster · van de Natie)

Vrijheid ·
Vorst Jaroslav de Wijze ·
Verdienste ·
Bohdan Chmelnytsky ·
Helden van de Hemelse Honderd ·
Dapperheid ·
Vorstin Olha ·
Daniel van Galicië ·
Dapper Werk in de Mijnen

Oekraïense presidentiële en militaire onderscheidingen

Kruis voor Militaire Verdienste ·
Ivan Mazepa-Kruis ·
Geëerd Beoefenaar van de Kunsten ·
25 jaar onafhankelijkheid ·
Gouden Hart

Ereteken ·
Medaille voor steun aan de Oekraïense strijdkrachten

Zie ook orden, onderscheidingen en medailles van:

Oekraïne (draagvolgorde) · 
Oekraïense Volksrepubliek (Orde van het IJzeren Kruis) · 
 OekSSR (Rode Vlag van de Arbeid)